# Cyril Burt
Cyril Burt, född den 3 mars 1883, i London, England, död den 10 oktober 1971, var engelsk psykolog, framför allt verksam inom utvecklings- och kriminalpsykologin. Inom barnpsykologin är han framför allt känd för att ha vidareutvecklat Binet-Simons intelligenstest och standardiserat detta för engelska förhållanden.

## Biografi
Burts utbildning började på en grundskola i närheten av St. James Park i London, men 1890 flyttade familjen först till Jersey och sedan till Snitterfield, Warwickshire 1893, där hans far öppnade en läkarpraktik. Den unge Burt fick ofta följa med fadern på läkarbesök där han fick flera tillfällen att lära känna Francis Galton och starkt drogs till dennes idéer och studier om statistik och individuella olikheter.
Under åren 1892 – 95 studerade han vid King's School i Warwick och fick sedan ett stipendium till Christ's Hospital i London där han utvecklade sitt intresse för psykologi. Från 1902 fortsatte han sina studier vid Jesus College, Oxford, där han specialiserade sig på filosofi och psykologi, det senare med William McDougall som handledare. Denne föreslog Burt att inrikta sitt specialarbete på psykometri vilket ledde honom till den första undersökningen av utveckling och struktur av psykiska tester, ett intresse som skulle följa honom livet ut.
År 1907 inbjöd McDougall Burt att hjälpa till med den landsomfattande undersökning av fysiska och psykiska egenskapen hos det brittiska folket, som föreslagits av Francis Galton, och där han skulle arbeta med standardisering av psykologiska tester.

### Arbete med pedagogisk psykologi
År 1908 intog Burt en post som lektor i psykologi och biträdande lektor i fysiologi vid Liverpool University, där han skulle arbeta under den berömde fysiologen Sir Charles Sherrington. År 1909 använde Burt Charles Spearmans modell för allmän intelligens för att analysera skolbarns prestanda  i ett batteri av tester. Detta var det första forskningsprojektet som kom att definiera Burts livsverk avseende kvantitativ intelligenstestning, eugenik och arv av intelligens. En av slutsatserna i hans rapport var att överklassens barn i privata förberedande skolor presterade bättre i testerna än de i vanliga grundskolor, och att skillnaden var medfödd.
År 1913 började Burt en deltidstjänst som skolpsykolog vid London County Council (LCC), med ansvar för att plocka ut ”svagsinta” barn i enlighet med Mental Deficiency Act of 1913. Han kom då till slutsatsen att flickor och pojkar är lika ifråga om allmän intelligens.
Burt var mycket involverad i utvecklingen av barnuppfostran i Storbritannien och hans publikation The Young Delinquent (1925) ledde till att London Child Guidance Clinic öppnades i Islington år 1927. Han hade också utsetts till professor i pedagogisk psykologi vid London Day Training College (LDTC) och utarbetade en stor del av sitt arbete om barnuppfostran i detta sammanhang.

### Senare karriär
År 1931 lämnade Burt sina uppdrag i LCC och LDTC när han utnämndes till professor och chef för psykologi vid University College i London, där han efterträdde Charles Spearman efter dennes 20-åriga karriär inom skolpsykologin. Burt var konsulterande medlem i de kommittéer som utvecklade Eleven Plus-undersökningen.
År 1942 valdes Burt till ordförande för British Psycological Society och år 1946 blev han den första brittiska psykologen som adlades för sitt bidrag till psykologisk testning och för att göra utbildningsmöjligheter mera tillgängliga. Burt var medlem i London School of Differential Psycology och British Eugenics Society.
Eftersom han 1946 hade föreslagit en organisation för människor med höga IQ-poäng, utsågs 1960 han till hedersordförande i Mensa. Han anslöt sig officiellt till organisationen strax därefter.
Vid 68 års ålder pensionerades Burt men fortsatte att skriva artiklar och böcker. Han dog av cancer i London den 10 oktober 1971.

## Burt-affären
Under sin karriär, publicerade Burt många artiklar och böcker på en mängd frågor från psykometri till vetenskapsfilosofi och parapsykologi. Hans forskning i beteendegenetik, främst om att studera ärftlighet av intelligens (mätt i IQ-tester) med tvillingstudier har skapat kontroverser, ofta kallade "Burt-affären."
Kort efter Burt dog blev det känt att alla hans anteckningar och dokument hade brunnit upp och han anklagades för förfalskning forskningsdata. År 2007 noteras i Encyclopædia Britannica att det är allmänt erkänt att hans senare verk var bristfälliga och många akademiker är överens om att uppgifterna var förfalskade, men hans tidigare arbete är oftast accepterat som giltigt.